# Роґер Клюґе
Роґер Клюґе  (нім. Roger Kluge, 5 лютого 1986) — німецький велогонщик, олімпійський медаліст.

## Виступи на Олімпіадах
| Олімпіада  | Дисципліна   | Місце |
| ---------- | ------------ | ----- |
| Пекін 2008 | Очкова гонка | 2     |
| Пекін 2008 | Медісон      | 5     |